# Mjövattenberget
Mjövattenberget är ett naturreservat i Strömsunds kommun i Jämtlands län.
Området är naturskyddat sedan 2003 och är 76 hektar stort. Reservatet omfattar mark kring Mjövattenberget och består av hällmarkstallskog på höjderna och granskog i lägre partier.